# コンビファケア

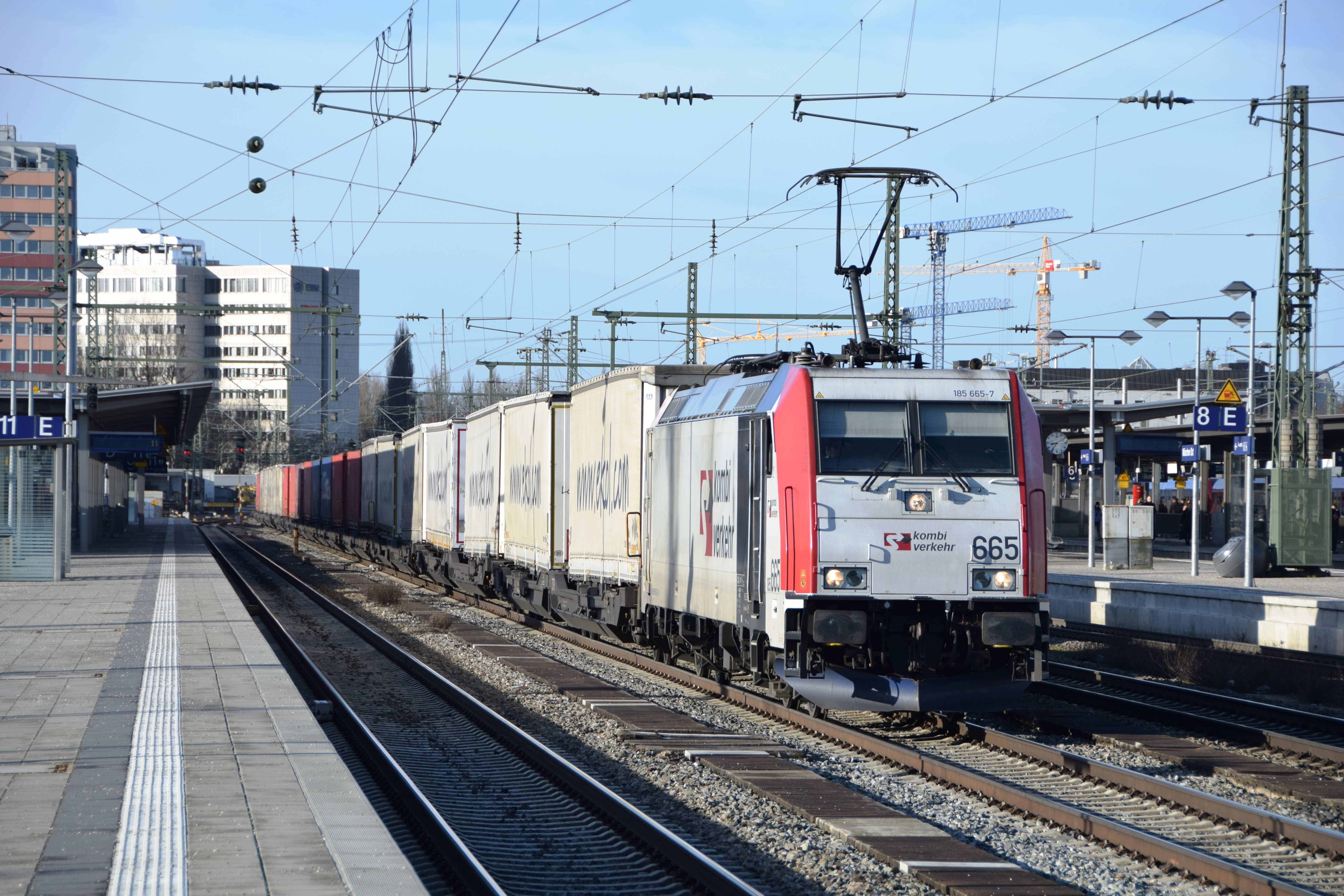
ミュンヘン近郊を走行中の貨物列車

コンビファケア（ドイツ語:Kombiverkehr 正式名称:Kombiverkehr deutsche Gesellschaft für kombinierten Güterverkehr mbH & Co KG）は、ドイツのフランクフルトに拠点を置く鉄道貨物輸送（インターモーダル輸送）を行う企業。ヨーロッパにおけるインターモーダルオペレーターとなり、30か国を結ぶブロックトレインの運行を行う。また、コンビファケアはヨーロッパインターモーダル連合（UIRR）の会員として名を連ねている。1969年2月11日、トラックと貨物鉄道の運行を行う陸運業社56社共同で設立された。
国内線と国際線の運行を行っており、週に672本以上となるドイツ発着の国際貨物列車はコンビファケアによって運行されおり、ヨーロッパ各国のコンテナターミナル事業にも参加している。2017年の輸送実績は177万TEUに相当し、このうち国内輸送本数は180,405本となり、国際輸送が703,763本であった。なお、運行に使用される電力は再生可能エネルギーから供給が行われている。
2002年、ドイツ鉄道傘下企業である「DB Mobility Logistics」が株式の50パーセントを取得している。